# Alessi
Alessi (Fundada en 1921) es una empresa familiar italiana famosa por sus objetos de diseño divertidos y lúdicos para la cocina, construidos en plásticos de colores y acero inoxidable. Para los diseños, Alessi contrata a numerosos diseñadores y arquitectos famosos.

## Historia
Fundada por el tornero Giovanni Alessi en el año1921 en la ciudad de Omegna, Italia. Sus primeras creaciones fueron objetos para el hogar, como cafeteras y cubiertos, realizados en diversas aleaciones metálicas siempre interesado en unir “arte e industria”.
Fue recién en 1932, con la incorporación del hijo del fundador Carlo como jefe de diseño, cuando la compañía puso en marcha la búsqueda de productos únicos y cuidadosamente manufacturados.
Carlo Alessi había estudiado diseño industrial en Novara; durante la década de los cuarenta fue el creador de la mayoría de los productos de firma, entre los que se destacó el “juego de té y café Bombe” uno de los símbolos de la primera época de diseño italiano.
En 1950, bajo la dirección de Carlo y su hermano Ettore, la empresa decide encargar el diseño de productos a profesionales de la disciplina que no pertenecían a su planta, definiendo así un nuevo perfil para la firma. Y en 1970, de la mano de Alberto Alessi se propone convertir algunos productos cotidianos considerados solo funcionales en pequeñas obras de arte.
A lo largo de la historia de Alessi han dejado estampados sus nombres los más relevantes del mundo del diseño en sus productos (más de 200); desde Alessandro Mendini (consultor de diseño de la firma desde 1979) con su sacacorchos “Anna G.” pasando por Philippe Starck con su exprimidor “Juicy Salif”, hasta Ettore Sottsass y su conjunto de aceitera, platos y recipientes para queso parmesano. Se destacan: Richard Sapper, Achille Castiglioni, Aldo Rossi, Michael Graves, Stefano Giovannoni, Guido Venturini, Jasper Morrison y Ron Arad. Alessi también ha incursionado en la arquitectura con sus colecciones “Tea & Coffee Piazza” (1979-1983) y “Tea & Cofee Towers” (2003), Aún más recientemente los proyectos de 22 arquitectos  considerados por la firma como fundamentales en el diseño contemporáneo.
En los últimos años la empresa ha buscado expandir sus “fronteras” utilizando además de acero y aleaciones otros materiales tales como la cerámica, la madera y sobre todo el plástico; también fundo en 1990 el “Centro de Estudios Alessi”, un laboratorio experimental que promueve la formación de sus propios equipos profesionales.
En la Actualidad, posee 3 líneas de productos: “Officina Alessi” los objetos más exclusivos
•	“Alessi” productos industriales en serie
•	“A di Alessi” caracterizada por su gran calidad de diseño junto con un precio razonable.

## Diseñadores

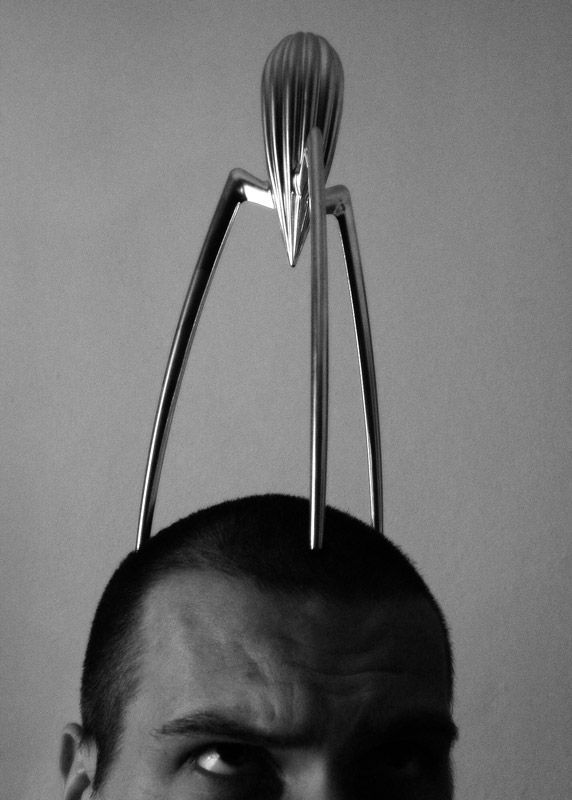
Juicy Salif, exprimidor diseñado por Philippe Starck para Alessi en 1989.

Selección de los diseñadores más famosos que han trabajado para Alessi:
- Mario Botta
- Norman Foster
- Future Systems
- Frank Gehry
- Michael Graves
- Hans Hollein
- Toyō Itō
- Charles Jencks
- Tom Kovac
- Greg Lynn
- Richard Meier
- Alessandro Mendini
- Jasper Morrison
- MVRDV
- Jean Nouvel
- Karim Rashid
- Aldo Rossi
- Richard Sapper
- Ettore Sottsass
- Philippe Starck diseñó el Juicy Salif 1989
- Denton Corker Marshall
- Marc Newson
- Marcel Wanders
- Fratelli Campana
- Zaha Hadid